# Mont Chajol
Mont Chajol este o arie protejată (sit de importanță comunitară — SCI) din Franța întinsă pe o suprafață de 1.427 ha, integral pe uscat.

## Localizare
Centrul sitului Mont Chajol este situat la coordonatele 44°07′08″N 7°32′02″E / 44.11889°N 7.53389°E.

## Înființare
Situl Mont Chajol a fost declarat arie specială de conservare în baza directivei 92/43 din 1992 referitoare la conservarea habitatelor naturale și a faunei și florei sălbatice pentru a proteja 3 specii de plante și 10 specii de animale.

## Biodiversitate
Situată în ecoregiunile alpină și mediteraneană, aria protejată conține 21 de habitate naturale: Grohotișuri termofile și vest-mediteraneene, Pante stâncoase calcaroase cu vegetație casmofită, Păduri alpine de Larix decidua și/sau Pinus cembra, Păduri montane și subalpine de Pinus uncinata (* dezvoltate pe substrat gipsos sau calcaros), Pajiști alpine și boreale, Matorral arborescenți cu Juniperus spp., Liziere de ierburi înalte hidrofile de câmpie și de nivel montan până la alpin, Formațiuni ierboase bogate în specii de Nardus, dezvoltate pe substraturi silicioase în zone montane (și în zone submontane, în Europa continentală), Pajiști uscate seminaturale și facies de acoperire cu tufișuri pe substraturi calcaroase (Festuco-Brometalia) (* situri importante pentru orhidee), Tufărișuri cu Pinus mugo și Rhododendron hirsutum (Mugo-Rhododendretum hirsuti), Fânețe montane, Grohotișuri calcaroase și de șisturi calcaroase de la nivelul montan până la nivelul alpin (Thlaspietea rotundifolii), Grohotișuri medio-europene calcaroase, de la nivel colinar și montan, Roci stâncoase cu vegetație pionieră de Sedo-Scleranthion sau Sedo albi-Veronicion dillenii, Păduri montane și subalpine de Pinus uncinata (* dezvoltate pe substrat gipsos sau calcaros), Pajiști boreale și alpine pe substrat silicios, Pajiști alpine și subalpine calcaroase, Pante stâncoase silicioase cu vegetație casmofită, Păduri pe pante, grohotișuri și ravene de Tilio-Acerion, Mlaștini alcaline, Grohotișuri silicioase de la nivelul montan până la nivelul zăpezii (Androsacetalia alpinae și Galeopsietalia ladani).
La baza desemnării sitului se află mai multe specii protejate:
- plante (3): Aquilegia bertolonii, Buxbaumia viridis, Gentiana ligustica
- amfibieni (1): Speleomantes strinatii
- mamifere (6): liliac cârn (Barbastella barbastellus), lupul (Canis lupus), liliac cu urechi mari (Myotis bechsteinii), liliac cărămiziu (Myotis emarginatus), liliacul mare cu potcoavă (Rhinolophus ferrumequinum), liliacul mic cu potcoavă (Rhinolophus hipposideros)
- nevertebrate (2): Euplagia quadripunctaria, rădașcă (Lucanus cervus)
- pești (1): zglăvoacă (Cottus gobio)

Pe lângă speciile protejate, pe teritoriul sitului au mai fost identificate 14 specii de plante, 1 specie de nevertebrate.